# Embalse de Río Hondo
El Dique Frontal Río Hondo se encuentra en la zona limítrofe entre las provincias de Tucumán y Santiago del Estero, obra de gran envergadura para la atenuación de crecidas, el suministro de riego y agua potable, la generación de hidroelectricidad, el favorecimiento del turismo y el desarrollo ictícola. El lago de este gran embalse se reparte casi por mitades entre ambas provincias. Recibe casi la totalidad de sus caudales de agua dulce desde Tucumán.

## Historia
En el año 1952 durante el gobierno de Juan Domingo Perón se asigna a tres personas para realizar tareas de extracción de muestras del suelo en la zona donde se encuentra el dique , en lo que abarca el terraplén, y casi todo el terreno que hoy en día abarca el espejo de agua (33.000 hectáreas), estas muestras eran procesadas y enviadas a la pcia. de Bs As para su correspondiente análisis, estas personas se afincaron en la vieja Río Hondo actualmente sumergida en el fondo del lago. El 20 de noviembre de 1957, se llama a la licitación internacional para la construcción del dique, 5 km aguas arriba del puente del río Dulce, que cruza Las Termas de Río Hondo, un mes después se conocen las propuestas; la empresa Panedile Argentina SACIF resulta adjudicataria. Finalmente comienzan las obras el 2 de abril de 1958, cuando se coloca su piedra basal. En 1965 se termina el terraplén, de 4.119 m, conectado con el muro de hormigón armado. Finalmente tras 15 años, en septiembre de 1967 inaugura y habilita el embalse el presidente de facto tte. gral. Juan Carlos Onganía.

## Geografía
Sobre la cuenca del río Dulce, en el departamento Río Hondo, a 3,5 km aguas arriba de la ciudad de Termas de Río Hondo, recibe los derrames que bajan del sistema del Aconquija, por los ríos colectores principales: los ríos Salí, Gastona, Medina, Mayo y Marapa de la vecina provincia de Tucumán.

## Ingeniería
El proyecto Embalse Río Hondo - Dique Nivelador Los Quiroga fue la obra más importante del Norte Argentino, de agua para riego a 350.000 ha y de control de crecidas del Río Salí-Dulce
Desde el puente carretero de acceso por la RN 9 Juan Bautista Alberdi, se perfila la obra de cierre de hormigón, con estructura de contrafuertes de 206 m de largo, con una base de 42,50 m y una altura máxima de 30 m.
- Terraplén, de 4.119 m, conectado con el muro de hormigón armado.
- Largo total del Dique Frontal: 4.325 m

Se trata de un sistema mixto: tierra y hormigón, para embancar el río, formando un gran embalse que permite controlar el caudal de evacuación.
En el sector de hormigón armado, están las válvulas que permiten el paso de agua a turbinar, las compuertas y la usina de la Central Hidroeléctrica, que funciona desde 1976. 
El murallón separa de un lado el espejo de agua del "lago El Frontal", y del otro lado el río Dulce, rico en peces y en aves acuáticas como garzas, patos.

## Lago El Frontal
- Largo: 19 km.
- Ancho: 17 km.
- Área: 33.000 ha.

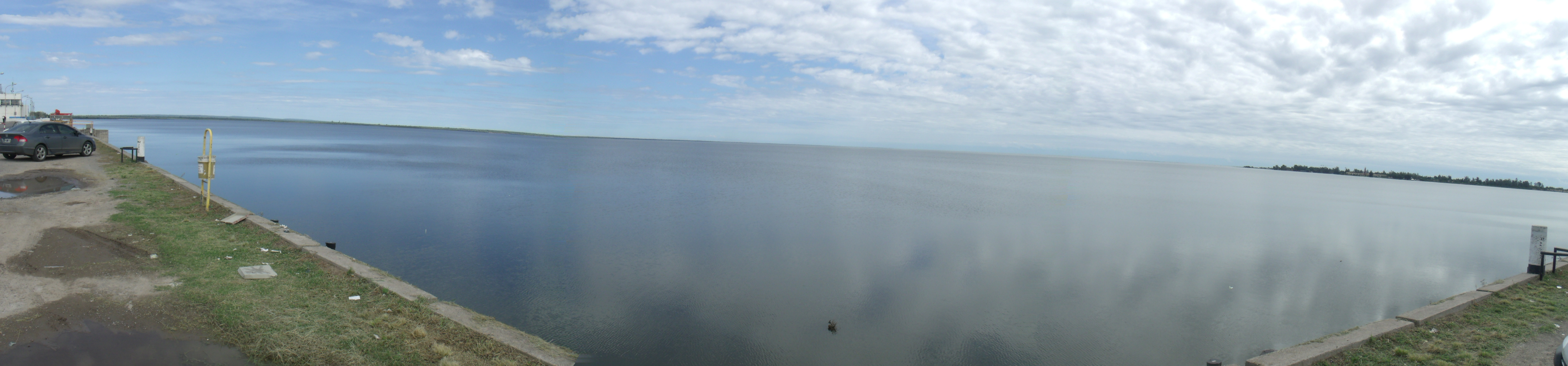
Panorámica del embalse del Embalse desde el dique frontal.

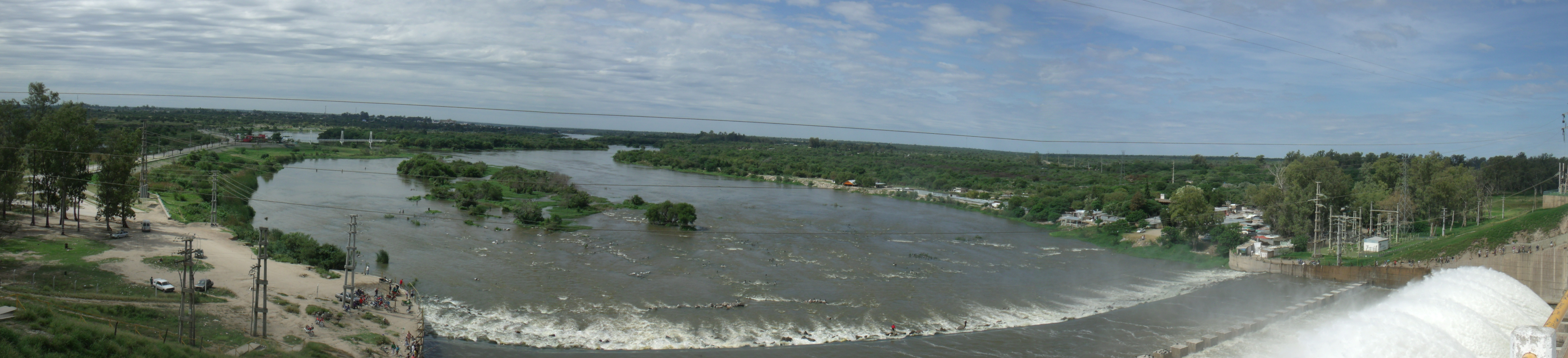
Vista panorámica del río Dulce desde el Dique Frontal

- Volumen máximo normal acumulado: 1.270 hm³
- Vertedero: 1.525 m³/s

El Embalse se construyó con tres fines
- Riego; se deriva al dique de Los Quiroga, estimándose un riego de 300.000 ha directas y otras tantas indirectas.
- Generación de energía, con los estudios liminares de la ex Agua y Energía Eléctrica; Usina Hidroeléctrica de 17,5 MW, 93 GWh/año. Llega a una amplia zona de la provincia, con electrificación rural.
- Atenuación de las crecidas. Las crecidas del Dulce que ocasionaron desbordes y anegamiento con graves daños para pobladores y bienes, fueron atenuadas por esta obra. Si bien las poblaciones del sur de la provincia han vivido del río, también pagaron alto el precio de esta fuente nutritiva hasta que el embalse comenzó a funcionar.

El cálido lago tiene una gran riqueza ictícola (dorados, bogas, bagres, tarariras, sábalos, pejerreyes, etc.) y una buena playa sobre la margen izquierda y lugares ideales para camping.
Se practican deportes con la motonáutica, esquí acuático, remo, pesca, etc., realizándose anualmente competencias variadas tanto nacionales como internacionales.
Parquización, balnearios, quinchos, campings. En su margen izquierda, hay un importante hotel de 4 estrellas, un club dedicado a la náutica ( veleros, regatas, canotaje, y wind surf, etc, e incluso buceo fluviolacustre. Resultando así un lugar de atracción turística cálida y excitante durante todo el año, que incluye resorts de esparcimiento familiar, con una Villa Residencial.

## Deterioro ambiental
El Dique Río Hondo es una obra de desarrollo para Santiago del Estero; pero el uso no ha sido racional. Las obras de infraestructura en el entorno del Dique y su Lago, no impiden el embancamiento grave del lago y la contaminación del agua.
El dique El Frontal presenta problemas de contaminación por el perjuicio que causan las empresas, al arrojar los residuos contaminantes en la cuenca Salí-Dulce, y por colmatación de su cuenca, por el aporte de sedimentos.
El Embalse de Río Hondo ha perdido una capacidad de embalse por colmatación, con un 1.033 % de aterramiento anual, y en los últimos años el nivel de aterramiento supera el 2 % de sedimentación anual, donde el río Salí ha perdido el cauce natural formando un delta en su desembocadura. La importante degradación de la presa exige controles anuales de su sedimentación, viendo de atenuar el efecto negativo del mal manejo del suelo agua arriba de la presa. La Universidad Nacional de Santiago del Estero usa imágenes satelitales Landsat 5TM, combinando con chequeos de profundidad con Ecosonda-GPS, produciendo información del volumen de sedimentos que ingresa al embalse.